# Майк Пауелл (легкоатлет)
Майкл Ентоні Пауелл (англ. Michael Anthony Powell; нар. 10 листопада 1963) — американський стрибун у довжину.

## Спортивні досягнення
Дворазовий срібний олімпійський призер зі стрибків у довжину (1988, 1992). Фіналіст (5-е місце) олімпійських змагань зі стрибків у довжину (1996).
Дворазовий чемпіон світу зі стрибків у довжину (1991, 1993). Бронзовий призер чемпіонату світу зі стрибків у довжину (1995).
Чемпіон Універсіади зі стрибків у довжину (1987).
Чемпіон США зі стрибків у довжину (1990, 1992, 1993, 1994, 1995, 1996).
Рекордсмен світу зі стрибків у довжину — 8,95 (1991).

## Відео
- Відеозвіт дуелі Майка Пауелла та Карла Льюїса у стрибках у довжину на чемпіонаті світу 1991 на YouTube

## Визнання
- Член Зали слави легкої атлетики США (2005)